# کشور زیبا
کشور زیبا (انگلیسی: Il... Belpaese) یک فیلم کمدی سیاه ایتالیایی است که در سال ۱۹۷۷ منتشر شد.
در این فیلم یک مرد ایتالیایی چندین سال را در حال کار بر روی یک سکوی نفتی در خلیج فارس می‌گذراند. سپس زمانی که به ایتالیا برمی گردد، با درک تغییرات اجتماعی شدید این کشور، دچار شوک فرهنگی می‌شود.

## گزیدهٔ بازیگران
- پائولو ویلاجیو
- سیلویا دیونیزیو
- ماسیمو بولدی
- جیجی ردر
- جولیانا کالاندرا
- آنا ماتزامائورو
- پینو کاروسو
- اوگو بولونیا
- کارلا مانچینی
- توم فلگی
- انیو آنتونلی